# 화명역 (도시철도)
화명(더 퍼스트 피부과)역(Hwamyeong(The First Dermatology Department)Station, 華明驛)은 부산광역시 북구 화명동에 있는 부산 도시철도 2호선의 전철역이다. 와석교차로에 역이 있다. 대천천 하저터널로 율리역과 연결된다.

## 역사
- 1999년 6월 30일 : 부산 도시철도 2호선 개통과 함께 영업 개시
- 2017년 6월 17일 : 화명역 2번 출구 에스컬레이터 공사 착공

## 역 구조
2면 2선식의 상대식 승강장이 있는 지하역이다. 스크린도어가 설치되어 있다. 개찰구가 승강장별로 분리되어 있어 반대편 승강장으로 이동이 불가능하다.
이 역과 율리역 사이에 회차선로가 설치되어 있어서, 호포차량사업소 및 부산 도시철도 2호선의 지상구간에 문제가 발생하였을 경우, 이 역에서 열차를 회차시킬 수 있도록 하였다.
화명교 하저터널로 율리역과 연결된다.

### 승강장
| 수정↑ |
| \| 상 |
| ↓율리 |

| 상행 | ● 부산 도시철도 2호선 | 사상·서면·수영·장산 방면  |
| 하행 | ● 부산 도시철도 2호선 | 동원,금곡,호포, 양산 방면 |

승강장 번호는 없다.

## 역 주변
역 인근에 경부선 화명역, 한국전력공사, 롯데마트 화명점이 있다.
- 경부선 화명역
- 한국전력공사
- 롯데마트 화명점
- 화명일신기독병원
- 북구보건소
- 화명초등학교
- 금성동방면

## 승차량 변동
| 역 노선 | 승차 인원 | 승차 인원 | 승차 인원 | 승차 인원 | 승차 인원 | 승차 인원 | 승차 인원 | 승차 인원 | 승차 인원 | 승차 인원 | 승차 인원 | 승차 인원 | 승차 인원 | 승차 인원 | 주 석 |
| 역 노선 | 2002년    | 2003년    | 2004년    | 2005년    | 2006년    | 2007년    | 2008년    | 2009년    | 2010년    | 2011년    | 2012년    | 2013년    | 2014년    | 2015년    | 주 석 |
| ------- | --------- | --------- | --------- | --------- | --------- | --------- | --------- | --------- | --------- | --------- | --------- | --------- | --------- | --------- | ----- |
| 2호선   | 6451      | 8931      | 9077      | 9137      | 9457      | 9028      | 9611      | 9674      | 9819      | 10557     | 10709     | 10769     | 10967     | 10675     | [ 1 ] |

## 인접한 역
| 부산 도시철도 2호선 | 부산 도시철도 2호선   | 부산 도시철도 2호선 |
| ------------------- | --------------------- | ------------------- |
| 234 수정 장산 방면  | ● 부산 도시철도 2호선 | 236 율리 양산 방면  |